# ふじ (宇宙船)

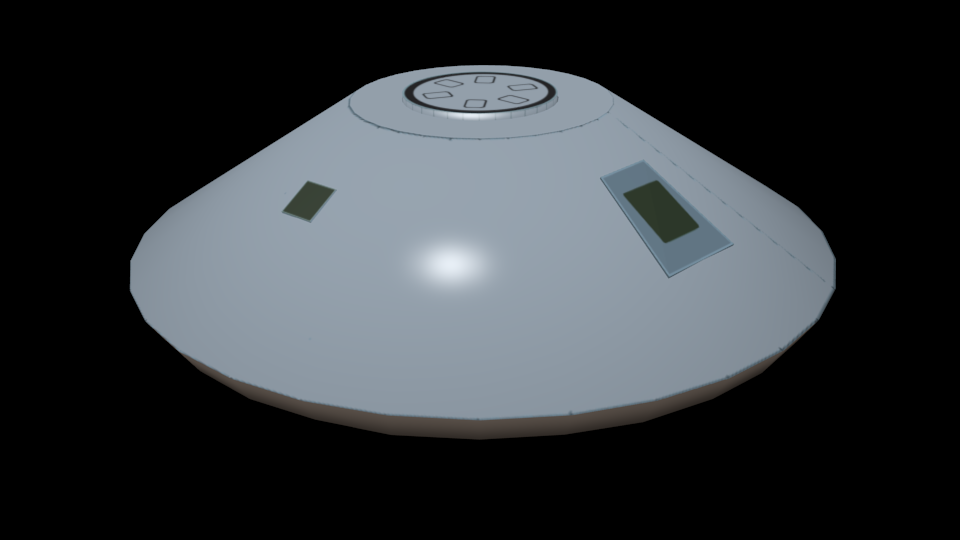
ふじのコア・モジュール（イメージ）。カプセル型宇宙船として設計されている

ふじは、日本の宇宙開発事業団 (NASDA) 先端ミッション研究センターにより2001年12月に公表された、使い捨てのカプセル型有人宇宙船構想。NASDAの開発計画としては採用されず、実際の開発までは至らなかった。

## 背景
日本は有人宇宙飛行をアメリカのスペースシャトルに依存しており、独自開発という声も一部ではあったものの、短中期的な目標として取り上げられることはなかった。また、ふじ提案当時はスペースシャトル・コロンビア号の事故以前であり、X-33やHOPE、ブラン等、世界的に同様の再利用型の宇宙往還機を推進する意見が多数派であった。
そんな中、NASDAから宇宙航空研究開発機構 (JAXA) への統合後のフラグシップミッションの候補の一つとして、ふじは提案された。ふじでは、再利用型はコストや安全性に問題があるとして、また成熟した技術を用いることにより8年程度の短期間で開発が可能であるとして、使い捨てのカプセル型という構造が取られた。

## 構成
複数のモジュールを用途により組み合わせて使用することが考えられていた。

### ミニマムシステム
必要最小限の構成。地上帰還能力と、24時間の宇宙滞在能力を目指す。計画では、先行して開発・運用されることになっていた。
- コア・モジュール

ふじの基本となるモジュール。搭乗定員3名、直径約3.7mの円錐形状で、全備重量3t以下が目標。姿勢制御用のスラスターや小推力のロケットエンジンを装備。製造費は1機あたり約8億円を予定。

### スタンダードシステム
上記のミニマムシステムに以下のモジュールを追加した構成。1ヶ月の宇宙滞在能力、月自由帰還軌道への到達能力を目指す。
- 拡張モジュール

居住用モジュール。長期間の宇宙滞在で使用。
- 推進モジュール

軌道変更用エンジンと、太陽電池パドルを持つ。

### エコノミーシステム
ミニマムシステムを元に、宇宙旅行向けに低コスト化を図った構成。
- 宇宙観光用コア・モジュール

標準型コア・モジュールをベースとして開発する宇宙旅行用のコア・モジュール。搭乗定員5名（旅客4名）。

### その他モジュール
上記の各システム用のモジュールに加え、以下のような追加モジュールも考えられていた。
- 宇宙実験室モジュール

実験用モジュール。放熱機構を装備。
- 宇宙作業ロボット型モジュール

先端部にマニピュレータハンドを装備したモジュール。
- 簡易居住モジュール

カボチャのような形状のインフレータブル型の居住スペースを提供するモジュール。宇宙旅行での使用を想定。

## 特徴
- 使い捨て前提による安全性の確保

脱出ロケットやアブレータ（融除材）等、使い捨てカプセル型で一般的な技術を採用することにより十分な安全性を確保する。
- 揚力突入・パラフォイルによる正確な着陸

GPSを利用した自動操縦により、精度の高い着陸を行う。最終的には、地上基地にピンポイントで着陸することを目標とする。
- オープンアーキテクチャ

コスト削減や技術開発、市場の拡大を進めるためオープンアーキテクチャ方式をとることを前提とする。具体的には
- システム/サブシステム間の機械/電気/熱的インターフェースなどの情報を公開
- 上記インターフェースの第三者使用に法的/金銭的制約を設けない
- 安全性も含めた、システム/サブシステム試験基準を公開

を行う計画であった。また、打ち上げについてもH-IIAロケットに限定しないことが考えられている。

## ふじの応用
コア・モジュールによる有人宇宙飛行の実現後、さまざまな形での利用法が考えられていた。
- 宇宙旅行

宇宙観光用のコア・モジュールを使用し、24時間の宇宙旅行を実現する。費用は、衛星との相乗りにより打ち上げ費用を削減することで、一人2億円程度と見込み。簡易居住モジュールによる無重力空間や、キューポラ（展望窓）による風景を提供する。
- 宇宙ステーション

拡張モジュール・宇宙実験モジュールへの機能追加により、単独での飛行や長期間の宇宙滞在を実現。小規模な宇宙ステーションとして利用する。
- 月・小惑星探査

ふじをベースに、科学観測機器等を軌道上で結合。有人の月・小惑星探査用の宇宙船として利用する。

## その後
ふじ構想はあくまでもNASDA内部の一構想に過ぎないというのが、当時のNASDAの公式見解であった。JAXA統合後の計画では、2025年以後の有人宇宙船開発が掲げられたものの、ふじ構想そのものは採用されなかった。
一方で、日本以外の主要宇宙開発国では、カプセル型宇宙船の開発が相次いでいる。
アメリカ航空宇宙局 (NASA) は、スペースシャトルに代わる有人宇宙船オリオンの開発に着手した。オリオンはアポロ宇宙船を拡大し、太陽電池パドルを備えたような形状だが、結果的にふじ構想と瓜二つの外見になっていた。
ロシア連邦宇宙局 (RFSA) はカプセル型のソユーズ宇宙船を使用している。後継機には有翼型も検討されたが、結局カプセル型に戻っている。ソユーズの技術を応用した中国の神舟も、ほぼ同一形状のカプセル型である。
欧州宇宙機関 (ESA) も、欧州補給機 (ATV) を有人化したCTVを構想しており、やはりオリオンやふじと同様のカプセル型宇宙船である。
JAXAでもHTVを基礎として有人宇宙船技術を蓄積することが掲げられたが、当初はHOPEに似た有翼型の予想図を公表していた。しかし、後にHTVを段階的に拡張して有人宇宙船を開発する構想が発表されると、これも他の宇宙船と同様、カプセル型になっていた。HTV補給部曝露区を有人カプセルに置き換える案は、ふじのスタンダードシステムに酷似している。JAXA部内における、これらHTV発展案とふじ構想の関連は不明だが、各国の動向も含め、ふじ構想の先見性を示したエピソードと言える。